# Arsague
Arsague là một xã trong tỉnh Landes ở Aquitaine tây nam nước Pháp